# 나는 탈옥수
《나는 탈옥수》(I Am A Fugitive From A Chain Gang)는 미국에서 제작된 머빈 르로이 감독의 1932년 범죄, 느와르, 드라마 영화이다. 폴 무니 등이 주연으로 출연하였고 할 B. 월리스 등이 제작에 참여하였다.
1932년 11월 10일 개봉되었다. 3개의 아카데미상 후보에 지명되었고 긍정적인 평가를 받았다.

## 줄거리
제임스 앨런(폴 무니)은 제1차 세계 대전에 복무한 후 고향으로 돌아왔다. 앨런은 옛날의 공장 사무직을 다시 구하지만 군대에서 배운 건설일을 계속 하고 싶어한다. 형(헤일 해밀턴)의 반대에도 불구하고 어머니가 앨런의 바람을 허락하자 그는 건설일을 구하기 위해 뉴잉글랜드로 간다. 그러나 뉴잉글랜드에서의 직장에서 해고된 후 일자리를 쉽게 구하지 못한 앨런은 미국 전역을 떠돌면서 구직을 시도하다 조지아에 도착한다. 우연히 만난 사람이 같이 햄버거를 먹으러 가자고 제안해 앨런은 함께 갔다가 그가 실은 강도라는 사실을 알게 된다. 진압 끝에 경찰은 앨런을 체포하고 이내 법정에서 그에게 10년 노동형이 내려진다.
앨런은 교도소에서 노동을 당하면서 갖은 학대를 받으면서 그는 같은 재소자인 바머 웰스와 친해진다. 바머의 얘기를 들으면서 앨런은 정교한 탈옥 계획을 세우면서 기회를 엿본다. 어느 날 그는 철도 부설 작업 중에 탈출을 감행해 간수들을 따돌리고 도시에 도착한다. 여러 교통수단을 타고 주 경계를 너머 시카고로 이주한 앨런은 건설일을 구한다. 앨런은 곧 빼어난 능력을 보이면서 건설회사의 고위직으로 초고속 승진을 하며 시카고의 상류층으로 등극한다. 그러나 앨런이 하숙하던 집의 주인이던 마리(글렌다 패럴)는 그가 실은 탈옥수라는 사실을 깨닫고 그를 협박한다. 앨런은 마리와 결혼하고 매번 그녀에게 막대한 생활금을 준다.
앨런은 파티에서 헬렌(헬렌 빈슨)을 만나 사랑하게 된다. 헬렌과 결혼하기 위해 마리에게 앨런은 이혼을 요구하고, 이를 결별로 이해한 마리는 경찰에게 그가 탈옥수라고 고발한다. 존경 받는 건축업자가 된 탈옥수를 조지아로 보내야 하는지를 놓고 시카고 사회는 논쟁에 휩싸이고, 주 당국은 앨런에게 90일만 복역하면 사면을 하겠다고 제안한다. 이를 수용한 앨런은 다시 조지아로 돌아오지만 이내 사면을 받지 못한 채 노동형을 받는 신세가 된다. 교도소에서 바머를 다시 만나게 된 앨런은 그와 같이 탈옥을 시행한다. 도중에 바머는 목숨을 잃지만 앨런은 2번째로 탈옥에 성공한다. 앨런은 당국에게 쫓기는 신세가 되면서 비참한 삶을 살게 된다.

## 출연

### 주연
- 폴 무니
- 글렌다 패럴

### 조연
- 헬렌 빈슨
- 노엘 프란시스
- 프레스턴 포스터
- 알렌 젠킨스
- 버튼 처칠
- 데이빗 랜도
- 헤일 해밀턴
- 샐리 블레인
- 루이즈 카터
- 윌라드 로버트슨
- 로버트 맥웨이드
- 로버트 워윅

## 기타
- 미술: 잭 오케이
- 의상: 오리 켈리

## 수상
아카데미상 지명:
- 작품상
- 아카데미 남우주연상 - 폴 무니
- 아카데미 음향효과상 - 나단 레빈슨

내셜널 보드 리뷰 어워드:
- 1932: Best Picture (National Board of Review Award for Best Film)

기타 수상:
- 1991: 미국 국립영화등기부